# Christian Wellmann
Christian Wellmann (* 25. August 1948 in Hamburg; † 13. November 2013 in Bellapais, Zypern) war ein deutscher Friedensforscher und Friedensaktivist. 1971 gründete er zusammen mit Hanne-Margret Birckenbach die Zeitschrift Antimilitarismus-Information, die er lange Zeit herausgab und für die er zahlreiche Artikel verfasste.

## Leben
Christian Wellmann ist das zweite Kind des Astronomen Peter Wellmann und seiner Ehefrau Hilde, geb. Dinkelacker. Er wuchs auf der Sternwarte in Hamburg-Bergedorf auf, wo er die Hansa-Schule besuchte. Nach dem Abitur verweigerte Wellmann den Dienst in der Bundeswehr. Er studierte dann Soziologie an der Universität Frankfurt, anschließend ging er 1977 als wissenschaftlicher Mitarbeiter im Projektverbund der Berghofstiftung für Konfliktforschung nach Berlin, bis 1981 war er bei der Berghof-Stiftung tätig. Von 1979 bis 1987 forschte und lehrte er am Fachbereich Politikwissenschaften der FU Berlin. 1988 promovierte er an der Freien Universität Berlin mit einer Arbeit über Abrüstung und Beschäftigung – ein Zielkonflikt?. Hierfür erhielt er den Ernst-Reuter-Award of the Free University Berlin Best doctoral dissertation 1989. 1988 ging Wellmann nach Frankfurt, wo er als wissenschaftlicher Mitarbeiter bei der Hessischen Stiftung für Friedens- und Konfliktforschung tätig war. Von 1989 bis 1996 war er Mitherausgeber des Jahrbuch Frieden, von dem acht Bände im Beck-Verlag erschienen sind. Seit den 1990er-Jahren war er am Aufbau des Schleswig-Holsteinischen Instituts für Friedenswissenschaften in Kiel beteiligt, bis 2010 war er dort stellvertretender Direktor und Forschungskoordinator. Seit 1984 war Wellmann mit Hanne-Margret Birckenbach verheiratet.

## Mitgliedschaften in wiss. Vereinigungen
- Arbeitsgemeinschaft für Friedens- und Konfliktforschung (AFK),
- Deutsche Vereinigung für Politikwissenschaft (DVPW),
- Deutsche Gesellschaft für Osteuropakunde (DGO),
- Internationale Friedensforschungsgesellschaft(IPRA/EUPRA)

## Tod und Beisetzung
Wellmann starb überraschend kurz nach einer Konferenz in Zypern, die er wesentlich mit organisiert hatte. Er wurde am 28. November in Hamburg beigesetzt.

## Veröffentlichungen (Auswahl)
- Michael Brzoska, Anton Andreas Guha, Christian Wellmann: Das Geschäft mit dem Tod : Fakten und Hintergründe der Rüstungsindustrie, Frankfurt am Main : Eichborn 1982, ISBN 978-3-8218-1008-9.
- Christian Wellmann: Abrüstung und Beschäftigung – ein Zielkonflikt? : Eine empirische Analyse finanzieller und ökonomischer Ausgangsbedingungen für Konversion in der Bundesrepublik Deutschland, Frankfurt/Main ; New York : Campus-Verlag 1989 (Zugleich: Berlin, Freie Universität, Dissertation, 1988), ISBN 978-3-593-34100-2.
- Priit Järve, Christian Wellmann: Minorities and majorities in Estonia : problems of integration at the threshold of the EU, European Centre for Minority Issues, Flensburg, Germany : ECMI 1999, Reihe ECMI report 2.
- Hanne-Margret Birckenbach, Christian Wellmann: Zivilgesellschaft in Kaliningrad : eine Explorationsstudie zur Förderung partnerschaftlicher Zusammenarbeit, unter Mitwirkung von Leonid Karabeshkin, Kiel : SCHIFF  2000, Schleswig-Holsteinisches Institut für Friedenswissenschaften: SCHIFF-Texte
- Leonid Karabeshkin, Christian Wellmann: The Russian domestic debate on Kaliningrad : integrity, identity and economy, Münster : Lit 2004, ISBN 978-3-8258-7952-5, Kieler Schriften zur Friedenswissenschaft ; Bd. 11